# Нежное прикосновение
«Нежное прикосновение» (англ. That Tender Touch) — американская мелодрама 1969 года режиссёра Рассел Винсент, снятая в жанре сексплотэйшн. Одну из главных ролей в фильме исполнила модель журнала «Плейбой» Сьюзан Бернард. Она также играла в известном фильме «Мочи, мочи их, киска!» Русса Майера.

## Сюжет
Марша и Терри — давние подруги, они живут вместе. После того как Терри изнасиловал её приятель, девушки становятся особенно близки. Это позволяет Марше выразить свои чувства к подруге. Терри откликается на её признания, но потом считает это ошибкой. Она знакомится с Кеном и выходит за него замуж. На свадебной вечеринке Марша пытается уговорить Терри вернуться к ней, но та отказывается. Многочисленные попытки Марши терпят провал. Она напивается, и Терри оставляет подругу в своём доме на ночь. Не в силах вынести того, что Терри больше ей не принадлежит, Марша кончает жизнь самоубийством.

## Актёрский состав
| В ролях        |  | Персонаж      |
| -------------- |  | ------------- |
| Сьюзан Бернард |  | Терри Мэннинг |
| Би Томпкинс    |  | Марша Прентис |
| Рик Купер      |  | Кен Мэннинг   |
| Фэ Дера        |  | Венди Баррет  |